# كهوف سينيكا (فرجينيا الغربية)
كهوف سينيكا (بالإنجليزية: Seneca Caverns)؛ هي مجموعة من الكهوف التي تقع في مقاطعة بيندلتون في الولايات المتحدة. اكتشفت في عام 1742.

## السياحة
تعد «كهوف سينيكا» إحدى مواقع الجذب السياحي في مقاطعة بيندلتون في ولاية فرجينيا الغربية الأمريكية.